# سوريسو
سوريسو؛ هي بلدية في مقاطعة نوفارا وتقع في منطقة بيدمونت الإيطالية، وتحديدًا على بعد حوالي 90 كيلومتر (56 ميل) شمال شرق تورينو وحوالي 35 كيلومتر (22 ميل) شمال غرب نوفارا.
تقع سوريسو على حدود البلديات الآتية: غارجالو وجوزانو وبوغنو وفالدوجيا.